# Mala Bukovica
Mala Bukovica je naselje v Občini Ilirska Bistrica.